# Jászboldogháza
Jászboldogháza è un comune dell'Ungheria di 1.684 abitanti (dati 2016). È situato nella contea di Jász-Nagykun-Szolnok.